# Karen Vogtmann
Karen Lee Vogtmann (Pittsburg, Califórnia, 13 de julho de 1949) é uma matemática estadunidense, que trabalha com álgebra e topologia.

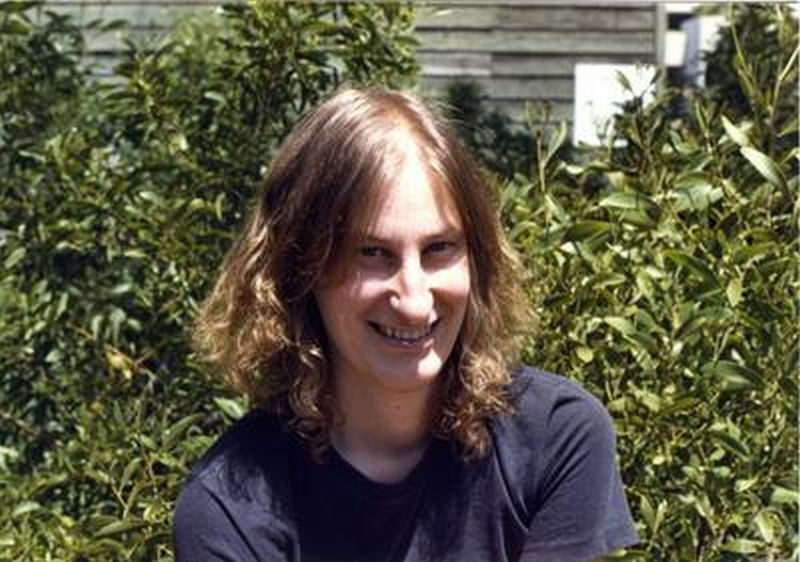
Vogtmann 1982

Vogtmann estudou na Universidade da Califórnia em Berkeley, onde obteve o bacharelado em matemática em 1971 e um doutorado em 1977, orientada por John Wagoner, com a tese Homology stability of {\displaystyle O_{n,n}}. Esteve depois na Universidade de Michigan, na Universidade Brandeis e na Universidade Columbia. Trabalha desde 1984 na Universidade Cornell, onde é desde 1994 Full Professor.
Apresentou em 2007 a Noether Lecture. Foi palestrante convidad do Congresso Internacional de Matemáticos em Madrid (2006: The cohomology of automorphisms groups of free groups). De 2003 a 2006 foi vice-presidente da American Mathematical Society. Em 2016 apresentou uma palestra plenária no Congresso Europeu de Matemática em Berlim (The topology and geometry of automorphism groups of free groups). Recebeu o Prêmio Pólya de 2018.

## Obras
- com Marc Culler: Moduli of graphs and automorphisms of free groups, Inventiones Mathematicae, Volume 84, 1986, p. 91 (Outer Space)
- Automorphisms of free groups and Outer Space, Geometria Dedicata, Volume 94, 2002, p. 1–31
- Vogtmann What is Outer Space?, Notices AMS, Agosto de 2008